# Erdőkürt
Erdőkürt é um município da Hungria, situado no condado de Nógrád. Tem 21,72 km² de área e sua população em 2015 foi estimada em 477 habitantes.